# 각화산
각화산(覺華山)은 대한민국 경상북도 봉화군에 있는 산이다.

## 같이 보기
- 한국의 산